# أرقطيون بريتوني
أرقطيون بريتوني (الاسم العلمي: Arctium bretonii) هي نوع نباتي يتبع جنس الأرقطيون من فصيلة النجمية.